# عسغر أباد (ميان كالة)
عسغر أباد (بالفارسية: یکه‌توت) هي قرية تقع في إيران في قسم ميان كالة الريفي. يقدر عدد سكانها بـ 1,501 نسمة .